# Бига (околия)
Околия Бига (на турски: Biga ilçesi) е околия, разположена във вилает Чанаккале, Турция. Общата й площ е 1353,7 км2. Според оценки на Статистическия институт на Турция през 2019 г. населението на околията е 90 418 души. Административен център е град Бига.
В околията има 112 села, от които в 38 преобладават българските турци, в 17 българите – мюсюлмани (помаци), в 1 бошняците, в 12 черкезите, в 4 чеченците,в 4 калмиките и в 4 турци от Гърция. Чисто помашките села са 17, а 6 са смесени помашко–турски.